# فيصل الصانع
 فيصل الصانع (1937- 1990) هو نائب سابق في مجلس الأمة الكويتي وأحد ناشطي حزب البعث العربي الاشتراكي الكويتي سابقا.

## حياته
ولد فيصل عبد الحميد الصانع في عام 1937 في أسرة كويتية ثرية، وأتمّ دروسه الثانوية في مصر والجامعية في فرنسا حيث قضى حوالي عشر سنوات، ثم عاد إلى الكويت وتزوج منيرة الغصيبي ورزق منها خمسة أولاد، وإلى جانب كونه سياسيا فقد كان مثقفا ولا تزال مكتبته حتى اليوم تضم عشرات الكتب الفرنسية وعدداً خاصاً من مجلة «الأزمنة الحديثة» عن الصراع العربي - الإسرائيلي، فضلاً عن مؤلفات سان سيمون ومعجم Robert، وكتاب عن الحزب الشيوعي الفرنسي.

## علاقته بصدام حسين
أثناء فترة دراسته في القاهرة ناضل في منظمات قومية عربية مقرّبة من حزب البعث، وتسنى له ان يتعرف إلى صدام حسين الذي كان آنذاك لاجئاً في مصر وآواه في شقته بعد فشل المحاولة التي قام بها لاغتيال الرئيس العراقي عبد الكريم قاسم وإفلاته من مطاردة الاستخبارات العراقية، وتولّى هو ومجموعة من الطلبة الكويتيين توفير كل حاجياته.
وظل طوال سنوات يُعرف بأنه الرجل الذي انقذ حياة صدام، حتى عندما عاد صدام حسين للسلطة كان يعبّر عن امتنانه لتلك الضيافة الكريمة، مما جعل فيصل الصانع يحتلّ مكانة خاصة عند صدام، لدرجة أن صدام عينه بمنصب المسؤول الحزبي الأول في الكويت وعضواً في القيادة القومية لحزب البعث. ويشير زياد نجل فيصل الصانع إلى «ان والده كان صديق صدام وانه الرجل الوحيد الذي كان يستطيع ان يعصي أمراً من اوامره»، طبعا كان كل ذلك قبل غزو الكويت عام 1990 م.

## دخولهمجلس الأمة
شارك في انتخابات مجلس الأمة الكويتي 1975 في الدائرة الثانية، وحصل على المركز السادس عشر برصيد 157 صوت وخسر الانتخابات ، وشارك في انتخابات مجلس الأمة الكويتي 1981 في الدائرة السابعة، وحصل على المركز الثالث برصيد 302 صوت وخسر الانتخابات ، وشارك في انتخابات مجلس الأمة الكويتي 1985 في الدائرة السابعة ضمن قائمة «نواب الشعب»، وحصل على المركز الثاني برصيد 594 صوت وفاز بالانتخابات. وقد كان من أبرز السياسيين في الكويت، فهو أول بعثي كويتي استطاع أن ينجح في الانتخابات لمجلس الأمة، وقد شارك بتقديم عدة استجوابات أدت في النهاية لحل المجلس بشكل غير دستوري وتعليق بعض الحريات عام 1986م.

## دوره في قضيةدواوين الإثنين
بعد حل المجلس أصبح من زعماء الحراك الشعبي المعارض الذي عرف بديوانيات الإثنين وأعد أعضاء لجنتها الإعلامية السرية   الذي قرر التجمع السادس في ديوانية فيصل الصانع في كيفان بتاريخ 17 يناير 1990 ، على أثر ذلك استدعى مدير أمن محافظة العاصمة أحمد الرجيب لفيصل وطلب منه إلغاء هذه الندوة فرفض معللاً بأن ديوانيته مفتوحة للجميع، مما حذى بالسلطات في ظهيرة ذلك اليوم إلى نشر قوات الأمن في محيط الديوانية وفرضت سياجا حديديا من الأسلاك حولها لتمنع الدخول إليها، فعلق فيصل بالإضافة إلى أربعين شخصاً كانوا معه بالداخل، وعند اقتراب موعد التجمع ليلاً نشرت السلطات قوات الأمن في شوارع كيفان ثم أغلقت المنطقة، مع ذلك قدر ل 9000 شخص بينهم 150 امرأة الوصول بالقرب من الديوانية، وعقد التجمع في الساحة المقابلة للديوانية بسبب الأسلاك الشائكة التي احاطت بيت فيصل. وفي ظل مساعيه لحل الأزمة، اجتمع ولي العهد السابق الشيخ سعد العبد الله مع بعد أعضاء الحراك كان من بينهم فيصل. في الاجتماع انتقد ولي العهد ما يحدث في الديوانيات خلال فترة الحوار ورغم ردهم عليه إلا أنهم لم يصلوا معه في نهاية الأمر لنتيجة تنهي الأزمة، ودعت السلطات إلى تأسيس المجلس الوطني بديلاً عن مجلس الأمة ودعت إلى الانتخابات العامة، بعد ذلك كان من الموقعين على بيان عبد العزيز الصقر المقاطعة للانتخابات التي جرت بعدها في 10 يونيو 1990، وكان عضواً في اللجنة الإعلامية للمقاطعة وقد عقد تجمع في ديوانيته قبل يوم من هذه الانتخابات وأبدى هو وبعض الحاضرين  معارضتهم لهذه الانتخابات وسط تجمع شعبي غصت به الديوانية وساحتها المقابلة.

## خلال الغزووحكومة الكويت الحرة المؤقتة
خلال أول أيام غزو الكويت علق فيصل عضويته في حزب البعث لرفضه غزو بلاده وقرارات حزبه ، في أثناء ذلك اضطر صدام لإيجاد العذر لقيامه بفعلته، فقرر اختراع قصة قيام ثورة على حكام الكويت وتأليف حكومة صورية من الانقلابيين برئاسة الصانع، فجاءه السفير العراقي عارضاً عليه منصب رئيس الوزراء فرفض، ومن ثم أتاه سبعاوي مهدّداً ورفض أيضاً، فاستدعاه صدام، وعرض عليه بعض أسماء المعارضة الكويتية ليكونوا وزرائه منهم: مبارك الدويلة، جاسم العون وحمود الرومي فرفضوا جميعاً، وكان جوابه لصدام: هم وإن كانوا معارضة، إلا أن معارضتهم هي لطريقة إدارة البلاد فقط وليس من يحكمها. بعد ذلك كان للصانع موقف وطني برفضه هذا العرض وعروضاً عدة منها صلاحيات مطلقة في حكم الكويت، فقرر صدام الانتقام منه، وقرر فيصل البقاء في بيته رافضاً الدعوات للهروب.

## اعتقاله
في 21 سبتمبر 1990  حوالي العاشرة صباحاً، طوّق عشرات الجنود العراقيين منزل فيصل، وكان فيصل في الحديقة، فاعتقلوه أمام أعين زوجته التي كانت في داخل البيت وقد صدمت لدى رؤية الجنود العراقيين يقتادون فيصل إلى الطابق الأول، وبعد دقائق نزلوا إلى الطابق الارضي وأرادوا اعتقالها فأغمي عليها.
نقل الجنود العراقيون فيصل وابنه زياد وابن شقيقته احمد وصديقاً له وولده في سيارة جيب، ونقلوا في حافلة صغيرة ثلاثة من اولاد فيصل: عبد اللطيف 8 سنوات وعبد الله 7 سنوات وشيخة 3 سنوات. وبعد ساعة اعادوا الاولاد الثلاثة إلى المنزل. ومنذ ذلك الحين لم ترَ منيرة زوجها، وخلال فترة من الزمن كانت تصلها أشتات اخبار عنه ثم انقطعت نهائياً اخباره.
بعد توقيف فيصل زرع العراقيون عدداً من العملاء في منزله وهؤلاء نصبوا مصيدة لاعتقال الاشخاص الذين يأتون لزيارة عائلة آل الصانع وقد بلغ مجموع الذين أُوقفوا 22 شخصاً خلال ثلاثة أيام منهم صديقه نايف الأزيمع وابنيهما وابن أخته.

## في الأسر
طوال اسابيع عاشت منيرة زوجته على الاشاعات ومنها ان العراقيين نقلوا فيصل وابنه إلى البصرة في العراق. وفي 27 كانون الأول ديسمبر وردتها معلومات تفيد ان 18 شخصاً من الاشخاص الـ22 الذين أُوقفوا في منزلها، بعد اعتقال زوجها، أُعيدوا إلى الكويت، ثم أُطلق سراحهم باستثناء ابنها زياد الذي أُعيد إلى الكويت ايضاً لكنه ظل رهن الاعتقال حتى 19 كانون الثاني يناير 1991. ويعود الفضل اليه في المعلومات التي توافرت عن الاسابيع الأولى التي قضاها أبوه في السجون العراقية.
فبعد توقيف المجموعة - فيصل وابنه زياد وابن أخيه أحمد وصديقه نايف وابنه - توجهوا بهم مباشرة إلى البصرة في سيارة جيب. وكانت تتبعهم سيارة جيب تعجّ بالمسلحين. وعندما وصلوا البصرة عصبوا أعينهم واقتادوهم إلى سجن المخابرات حيث فصلوا فيصل عن المجموعة وزجوا به في زنزانة ضيقة بطول متر وعرض متر، اما البقية فقد قادوهم إلى حجرة صغيرة تكدس فيها حوالي 50 أسيراً كويتياً.
وبعد أربعة أيام نقل زياد ورفاقه الثلاثة إلى زنزانة ضيقة. ولما كان احمد يعاني نوبات ربو حادة، فقد ترك الحراس باب الزنزانة مفتوحاً خلال الليل، ما اتاح لزياد ان يخرج إلى الممشى وأن يتحدث إلى والده في زنزانته. واستمر الوضع على هذا المنوال حتى 26 كانون الأول ديسمبر تاريخ نقل فيصل الصانع وثلاثة من رفاقه إلى مكان آخر قد يكون بغداد.

## مصير الإبن
في بادئ الامر عومل زياد ورفاقه معاملة طيبة. وكان الحراس العراقيون يقولون لهم انهم ضيوف لديهم، وعليهم الا يقلقوا لانه سيطلق سراحهم قريباً. وبعدما رفض والد زياد التعاون مع العراقيين والرد على اسئلتهم، راحوا يهددون زياد ثم اقتادوه معصوب العينين إلى إحدى الحجرات وطرحوه ارضاً واشبعوه رفساً. وعبر زياد عن وحشية أحد جلاديه فكان رئيس الحراس وهو يدعى غيدون قادراً على ان يكون ألطف الناس واكثرهم سادية على حد سواء، ذات يوم اصيب أحد الاسرى بنوبة قلبية فضربه الحراس حتى فاضت روحه، وظلّت جثته ممدة في الممر طوال الليل، ثم نقلت في صبيحة اليوم التالي كما لو كانت جثة كلب.
أُعيد زياد وثمانية عشر اسيراً من مجموعته في سيارة اسعاف إلى الكويت في 27 كانون الأول ديسمبر أي بعد يوم واحد من نقل والده إلى سجن آخر. وفي الكويت سجنوهم في إحدى زنزانات قصر العدل. وقد أفرجوا عن الاسرى الـ18 في اليوم نفسه، اما زياد فقد بقي في الزنزانة أربعة أيام. وكان الحراس يحتفلون بالسنة الجديدة وقد قالوا له: «نحن الآن مشغولون ولا نستطيع ان نعيدك إلى منزلك، وعلى أي حال أنت ضيفنا». ثم اعلموه لاحقاً انهم فقدوا اوراقه الثبوتية، ولا بد من بقائه في السجن وقد قضى فيه نحو ثلاثة اسابيع. أحد حراسه كان يدعى زياد، وكان يظهر له بعض الود كونه يحمل اسمه، مع انه كان يتصرف بسادية فظيعة مع سائر الاسرى «فقد كان يمر بأحدهم ويسأله: ما اسمك؟ وعندما يذكر الاسير اسمه يقول له زياد الحارس: غداً ستموت» فينهار المسكين ويقضي الليل في البكاء والتفجع. وينقضي اليوم التالي من دون ان يتعرض الاسير لأي مكروه.

## مصير عائلته
في 18 كانون الثاني يناير 1991 وهو اليوم الثاني لاندلاع عاصفة الصحراء جاء الحارس زياد ليتفقد اسراه واسمعهم كلمات لطيفة وبشّرهم باطلاق سراحهم غداً، وفي اليوم التالي استدعي زياد الصانع إلى مكتب الحارس زياد الذي طلب منه الاتصال بوالدته فرفض فتحدث الجندي إلى امه وزفّ اليها البشرى السعيدة.
كان زياد آخر من تحدث إلى والده.. ومنذ تحريره لم تتلق عائلة فيصل الصانع أية معلومات عنه، وقد أضطرت زوجته على إمتداد ثلاث سنوات أن تصطحب إبنتها الصغيرة شيخة إلى المدرسة وأن تجلس إلى جانبها طوال النهار في غرفة الصف، ومردّ ذلك إلى ان الصغيرة كانت تصرخ من الذعر عندما تهمّ بمغادرتها غرفة الصف وتولول قائلة: «ان الجنود العراقيين يختبئون وراء الباب».
فيصل الصانع ، لا يزال من المفقودين حتى اليوم بعد إنقطاع أخباره منذ العام 1991 ، وقد عصفت العراق منذ ذلك الوقت حتى اليوم حوادث كثيرة تجعل من الصعوبة بمكان معرفة مصير فيصل الصانع وإن كان الاحتمال الكبير هو تصفيته ربما بطريقة سيئة على يد صدام الذي قبض عليه وأعدم بعد الإطاحة به، ودفن السر معه.